# Oedignatha
Genre
Synonymes
- Aepygnatha Thorell, 1897

Oedignatha est un genre d'araignées aranéomorphes de la famille des Liocranidae.

## Distribution
Les espèces de ce genre se rencontrent en Asie du Sud, en Asie du Sud-Est, en Asie de l'Est, en Océanie et aux Seychelles.

## Liste des espèces
Selon World Spider Catalog (version 24, 24/07/2023) :
- Oedignatha adhartali (Gajbe, 2003)
- Oedignatha affinis Simon, 1897
- Oedignatha albofasciata Strand, 1907
- Oedignatha aleipata (Marples, 1955)
- Oedignatha andamanensis (Tikader, 1977)
- Oedignatha barbata Deeleman-Reinhold, 2001
- Oedignatha bicolor Simon, 1896
- Oedignatha binoyii Reddy & Patel, 1993
- Oedignatha bucculenta Thorell, 1897
- Oedignatha canaca Berland, 1938
- Oedignatha carli Reimoser, 1934
- Oedignatha coriacea Simon, 1897
- Oedignatha dentifera Reimoser, 1934
- Oedignatha dian Lu & Li, 2023
- Oedignatha elhennawyi Sherwood, 2023
- Oedignatha escheri Reimoser, 1934
- Oedignatha ferox (Thorell, 1897)
- Oedignatha flavipes Simon, 1897
- Oedignatha gulosa Simon, 1897
- Oedignatha indica (Tikader, 1981)
- Oedignatha jocquei Deeleman-Reinhold, 2001
- Oedignatha lesserti Reimoser, 1934
- Oedignatha major Simon, 1896
- Oedignatha menglun Lu & Li, 2023
- Oedignatha microscutata Reimoser, 1934
- Oedignatha mogamoga Marples, 1955
- Oedignatha montigena Simon, 1897
- Oedignatha platnicki Song & Zhu, 1998
- Oedignatha poonaensis Majumder & Tikader, 1991
- Oedignatha proboscidea (Strand, 1913)
- Oedignatha procerula Simon, 1897
- Oedignatha raigadensis Bastawade, 2006
- Oedignatha retusa Simon, 1897
- Oedignatha rugulosa Thorell, 1897
- Oedignatha scrobiculata Thorell, 1881
- Oedignatha shaanxi Li & Yao, 2023
- Oedignatha shillongensis Biswas & Majumder, 1995
- Oedignatha sima Simon, 1886
- Oedignatha spadix Deeleman-Reinhold, 2001
- Oedignatha striata Simon, 1897
- Oedignatha tricuspidata Reimoser, 1934
- Oedignatha uncata Reimoser, 1934
- Oedignatha wuyong Lin & Li, 2023

## Systématique et taxinomie
Ce genre a été décrit par Thorell en 1881 dans les Drassidae. Il est placé dans les Oedignathidae par Thorell en 1897, dans les Clubionidae par Simon en 1897, dans les Corinnidae par Lehtinen en 1967 puis dans les Liocranidae par Ramírez en 2014.
Aepygnatha a été placé en synonymie par Simon en 1897.

## Publication originale
- Thorell, 1881 : « Studi sui Ragni Malesi e Papuani. III. Ragni dell'Austro Malesia e del Capo York, conservati nel Museo civico di storia naturale di Genova. » Annali del Museo Civico di Storia Naturale di Genova, vol. 17, p. 1-727 (texte intégral).